# Resonans (kemi)
 For alternative betydninger, se Resonans. (Se også artikler, som begynder med Resonans)
Resonans eller mesomerisme bruges i kemi til at beskrive delokaliserede elektroner i visse molekyler eller sammensatte ioner hvor binding ikke kan beskrives med en enkelt Lewisformel. Et molekyle eller en ion med sådanne delokaliserede elektroner bliver repræsenteret med flere bidragende strukturer (også kaldet resonansstruktur eller kanonisk form).
Hver bidragende struktur kan blive repræsenteret af en Lewisstruktur med kun heltallige kovalente bindinger mellem hvert par af atomer i samme struktur. Flere Lewisstrukturer bliver brugt til at give en samlet beskrivelse af den faktiske molekylestruktur. Disser individuelle strukturer kan dog ikke observeres i det faktiske resonansstabiliserede molekyle; molekylet oscillerer ikke frem og tilbage mellem de bidragende strukturer, som det ellers kan antages ud fra navnet "resonans". Den egentlige struktur er en approksimation af intermediatet mellem de kanoniske former, men dets overordnede energi er lavere end hver af resonansstrukturerne. Intermediatet dannes mellem de forskellige resonansstrukturer og kaldes en resonanshybrid. Resonansstrukturer adskiller sig kun ved placeringen af elektronerne, ikke i kernens position.
Resonans er et vigtigt begreb i valensbåndteori.
Elektrondelokalisation sænker den potentielle energi af en forbindelse og gør den således mere stabil end de bidragende strukturer. Forskellen i potentiel energi fra den egentlige struktur og resonansformen med den laveste potentielle energi kaldes resonansenergien eller delokalisationsenergien.
Resonans adskilles fra tautomerisme og konformationel isomerisme, som involverer dannelsen af isomerer, og således en omlejring af kernernes placering.